# Elezioni generali a Cuba del 1905
Le elezioni generali a Cuba del 1905 si tennero il 1º dicembre. Le elezioni presidenziali furono vinte da Tomás Estrada Palmas, candidato del Partito Repubblicano dell'Avana, che ottenne la maggioranza assoluta dei seggi sia al Senato (12 su 12), sia alla Camera dei Rappresentanti (31 su 32).

## Risultati

### Elezioni presidenziali
| Candidato            | Partito                         | Voti    | %     |
| -------------------- | ------------------------------- | ------- | ----- |
| Tomás Estrada Palmas | Partito Repubblicano dell'Avana | 306.874 | 96,51 |
| Schede bianche/nulle |                                 |         |       |
| Totale               | Totale                          | 317.974 | 100   |

### Elezioni parlamentari

#### Camera dei rappresentanti
| Partito                         | Voti | %     | Seggi |
| ------------------------------- | ---- | ----- | ----- |
| Partito Repubblicano dell'Avana |      | 96,88 | 31    |
| Indipendenti                    |      | 3,22  | 1     |
| Schede bianche/nulle            |      | -     | -     |
| Totale                          |      | 100   | 32    |

#### Senato
| Partito                         | Voti | %   | Seggi |
| ------------------------------- | ---- | --- | ----- |
| Partito Repubblicano dell'Avana |      | 100 | 12    |
| Schede bianche/nulle            |      | -   | -     |
| Totale                          |      | 100 | 12    |